# Kelapa Sawit
Kelapa Sawit (en malayo: Kelapa Sawit) es una localidad de Malasia, en el estado de Johor.
Se encuentra a 28 m sobre el nivel del mar. 

## Demografía
Según estimación 2010 contaba con 14.132 habitantes.